# Largidea nevadensis
Largidea nevadensis är en insektsart som beskrevs av Knight 1968. Largidea nevadensis ingår i släktet Largidea och familjen ängsskinnbaggar. Inga underarter finns listade i Catalogue of Life.